# Ilvates
Gli Ilvates o Veleiates furono una tribù Ligure della provincia di Piacenza, della provincia di Parma e della provincia di Genova il cui nome è stato riscontrato solo negli scritti di Tito Livio. 

## Fonti
Vengono citati, nel 200 a.C., insieme agli Insubri e ai Cenomani, come distruttori delle colonie romane di Placentia (l'attuale Piacenza) e Cremona.
(Tito Livio, Ab Urbe Condita, XXXI,10)
.
Sono nuovamente menzionati nel 197 a.C., dopo la sottomissione ai loro alleati transpadani; nel corso di quelle campagne furono sconfitti dalle truppe del console Quinto Minucio Rufo, ed il loro nome non apparve più nella storia. (Liv. xxx. 10, xxxi. 29, 30.) Da quanto raccontato, appare chiaro che si stabilirono sulle pendici nord dell'Appennino tra la Trebbia e il Taro, verso la pianura del Padus (l'attuale fiume Po), e presumibilmente non molto lontano da Clastidium (l'attuale Casteggio); non è comunque possibile stabilire con certezza sia la posizione che l'estensione del territorio da loro occupato. Il loro nome, come quello della maggior parte delle tribù liguri menzionate da Tito Livio, sparì nel periodo augusteo, e non si ritrova riportato da nessun altro geografo o storico. Charles Athanase Walckenaer suppose comunque che gli Eleates, sui quali Marco Fulvio Nobiliore celebrò il trionfo nel 159 a.C., ed i Veleiates descritti da Plinio il Vecchio, fossero le stesse genti chiamate Ilvates da Tito Livio.
Secondo Plinio il loro territorio confinava con i Casmonates, Marici e i Fidentini. Erano soprannominati Vetti Regiates e nella loro capitale vivevano al suo tempo 11 persone ultracentenarie.
La fonte archeologica più importante risulta essere la tabula alimentaria traianea ritrovata a Velleia la loro capitale dove sono indicati 16 pagus come quello Ambitrebius dall'etimo celtico con significato di "villaggio su entrambi i lati".

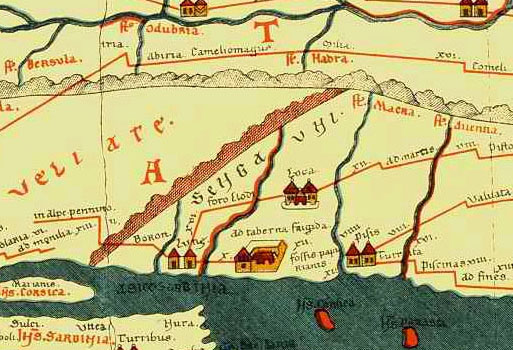
Tabula Peutingeriana: Pars IV - Segmentum IV, da notare che la mappa riporta il nome dei Veleiati ma non indica altre popolazioni come Kerdiciati, Levi o Marici

## Cronologia
-200 a.c. Distruzione di Piacenza e assedio di Cremona.
-197 a.c. Sottomissione ai romani durante la Campagna Quinto Minucio Rufo.
-166 a.c. Il console Marco Claudio Marcello secondo i fasti trionfali capitolini e quelli di Urbisaglia celebrò un trionfo sui Galli Contrubri (con- insieme trubri-Trebbia) e i liguri Eleati.
-159 a.c. Sottomissione per opera di Marco Fulvio Nobiliore.

## Etimologia
Visto che i liguri iluates sono da identificare con i Veleiates; il significato può essere "gli onesti", "i migliori" o "i modesti".